# Gondrin
Gondrin è un comune francese di 1 219 abitanti situato nel dipartimento del Gers nella regione dell'Occitania.

## Società

### Evoluzione demografica
Abitanti censiti